# Лаборатория № 1 АН СССР
Лаборатория № 1 АН СССР — научный институт, созданный в СССР для производства первой советской атомной бомбы РДС-1 в 1946 году.
Институт был создан на базе ХФТИ для обеспечения выполнения специальных заданий по реализации атомного проекта СССР (Отдела физики атомного ядра).
Организация была образована в соответствии с Постановлением Совета Народных Комиссаров СССР № 493-202сс.
Директором лаборатории был назначен директор ХФТИ К. Д .Синельников.
В работе лаборатории № 1 принимали участие физики с мировым именем.
Ускорители ХФТИ активно использовались в рамках атомного проекта, в том числе на них работал И. В. Курчатов.
Также лабораторию посещали выдающиеся зарубежные специалисты Нильс Бор и Поль Дирак.
В 1940 году сотрудники Харьковского физ-теха Виктор Маслов, Владимир Шпинель и Фриц Ланге подали заявку на изобретение атомной бомбы, а также методы обогащения урана-235 на центрифугах (Проект атомной бомбы ХФТИ 1940 года).